# Арансубия, Даниэль
Даниэ́ль Арансуби́я Агуа́до (исп. Daniel Aranzubia Aguado; 18 сентября 1979, Логроньо) — испанский футболист, вратарь. Провёл один матч в составе национальной сборной.

## Карьера

### Клубная
Арансубия — воспитанник баскского футбола. Длительное время играл в фарм-клубах и молодёжных командах «Атлетика Бильбао». 10 апреля 2001 года дебютировал в основной команде. Дебютный матч пришёлся на дерби с «Реал Сосьедадом» и завершился поражением «Атлетика» 1:2.
Ещё 2 сезона Арансубия был вторым голкипером клуба, после чего, в сезоне 2002/03, занял место в основе. Следующие несколько лет Даниэль играл успешно и привлёк к себе внимание тренеров сборной Испании, однако в сезоне 2005/06 с трудом выдерживал конкуренцию с Иньяки Лафуэнте, а в чемпионате 2007/08 получил серьёзную травму. С приходом Горки Ираисоса шансы Арансубии на попадание в основу стали ещё меньше.
В 2008 году Даниэль перешёл в «Депортиво» из Ла-Коруньи. 20 февраля 2011 года на последних минутах матча, когда «Депортиво» уступал с разницей в один мяч, Даниэль пошёл в штрафную соперника на подачу углового и забил гол головой, став первым вратарём, забившим в чемпионате Испании гол головой.

### Международная
Арансубия играл за сборные Испании разных возрастов. В составе молодёжной сборной он выиграл чемпионат мира 1999 года, а в составе олимпийской — серебро Олимпиады в Сиднее.
Во взрослой сборной на счету Даниэля только один матч. 5 июня 2004 года голкипер принял участие в товарищеской игре с Андоррой.
Арансубия был одним из дублёров Икера Касильяса на чемпионате Европы 2004.

## Достижения
Молодёжная сборная Испании
- Чемпион мира: 1999

Олимпийская сборная Испании
- Серебряный призёр: 2000

«Депортиво Ла-Корунья»
- Победитель Сегунды: 2011/12

«Атлетико» Мадрид
- Чемпион Испании: 2013/14
- Финалист Лиги чемпионов УЕФА: 2013/14